# 倭肯镇
倭肯镇，是中华人民共和国黑龙江省七台河市勃利县下辖的一个乡镇级行政单位。

## 行政区划
倭肯镇下辖以下地区：
忠义村、正阳村、西连村、东连村、连峰村、兴胜村、东升村、镇西村、镇东村、长福村、平安村和民主村。